# Шкембе
Шкембето е месен продукт за готвене, приготвян от вътрешната повърхност на стомаха на различни преживни животни, най-често говеда и овце, макар понякога наименованието да се използва и за свински стомах.
Обикновено шкембето се приготвя от търбуха, мрежата или книжката, тъй като сирищникът съдържа множество жлези. Шкембето се използва за приготвянето на различни ястия, като популярната на Балканите шкембе чорба.